# Adam Baworowski
Le Comte Adam Baworowski est un joueur autrichien et polonais de tennis, né le 9 août 1913 à Vienne (Autriche-Hongrie) et décédé en 1942 à Stalingrad (URSS).

## Carrière

### Grand Chelem
- 1936 : 1/8 à Roland-Garros, perd contre Christian Boussus (4-6, 6-4, 6-0, 6-4).
- 1937 : 1/8 à Roland-Garros, perd contre Bernard Destremau (6-4, 7-5, 6-3).
- 1938 : 1/8 à Roland-Garros, perd contre Bernard Destremau (5-7, 4-6, 7-5, 6-2, 6-4).

Autres participations en 1935 et 1939.
Participations à Wimbledon, trois premiers tours en 1933, 1936 et 1939.

### Coupe Davis
Il participe à la Coupe Davis en 1933, 1936 et 1937 pour l'Autriche et en 1939 pour la Pologne.

Il joue en double pour l'Autriche avec Georg von Metaxa et contre lui en double pour la Pologne alors que von Metaxa joue lui pour l'Allemagne.

Il a également joué contre et avec le Polonais Jozef Hebda.

## Palmarès

### Titres
- 1936 : Capri, bat Jacques Jamain (6-3, 8-6, 6-1)
- 1936 : Championnat d'Autriche, bat Franz-Wilhelm Matejka (3-6, 6-1, 1-6, 6-3, 6-1)
- 1936 : Bästad, bat Johan Haanes (6-2, 4-6, 6-4, 6-3)
- 1937 : Cannes, bat Max Ellmer (5-7, 5-7, 7-5, 6-0, 6-1)
- 1937 : Monte Carlo 2e tournoi, bat Marcel Bernard (6-2, 3-6, 5-7, 7-5, 6-3)
- 1938 : Championnat de la Cote d'Azur, bat Kalle Schröder (2-6, 6-3, 3-6, 6-1, 6-3)
- 1939 : Cannes, bat Jean Le sueur (6-3, 4-6, 6-8, 6-1, 6-1)[1]

### Finales
- 1934 : Merano, perd contre Augusto Rado (3-6, 6-2, 4-6, 6-2, 6-2)
- 1935 : Le Caire, perd contre Roderich Menzel (7-5, 5-7, 6-2)
- 1937 : Nice, perd contre Kho Sin-Khie (6-4, 6-0, 6-4)
- 1937 : Nice 2e tournoi, perd contre Kho Sin-Khie (6-4, 6-0, 6-4)
- 1939 : Championnat de la Cote d'Azur, perd contre Yvon Petra (7-5, 7-5, 6-2)